# آلیس گرین
آلیس گرین (انگلیسی: Alice Greene; ۱۵ اکتبر ۱۸۷۹ – ۲۶ اکتبر ۱۹۵۶) تنیس‌باز اهل بریتانیا بود.
وی در مسابقات کشوری و بین‌المللی در مجموع برندهٔ ۱ مدال نقره شده‌است.